# Александър Исак
Александър Исак (на шведски: Alexander Isak, роден на 21 септември 1999 г. в Солна, Швеция) е шведски професионален футболист, нападател, настоящ играч на английския Нюкасъл Юнайтед и шведския национален отбор.

## Личен живот
Александър Исак е роден на 21 септември 1999 година в Солна, предградие на шведската столица Стокхолм. Родителите му са емигранти от Еритрея. Започва да тренира футбол на 6-годишна възраст в школата на местния отбор АИК.

## Клубна кариера

### Юношески години и начало на кариерата
През 2005 година започва да тренира футбол в АИК. 11 години по-късно, на 28 февруари 2016 година, прави официалния си дебют за мъжкия състав, влизайки като резерва в мач за Купата на Швеция. Въпреки че е едва на 16 години, Исак отбелязва първия си гол още в дебютния си мач. На 7 април вкарва и първия си гол за първенството, което го прави най-младия голмайстор в историята на шведския шампионат – на 16 години и 199 дни. До края на календарната година Исак запазва добрата си форма, като за общо 24 мача забива 10 гола, с което привлича интереса на редица европейски грандове, и дори бива определен от медиите за „Новия Златан Ибрахимович“.

### Борусия Дортмунд
На 23 януари 2017 година преминава в Борусия Дортмунд за необявена сума, като преди това отхвърля оферта от Реал Мадрид.

## Национален отбор
Исак дебютира за националния отбор на 8 януари 2017 година, след като се включва от резервната скамейка в приятелски мач срещу Кот д'Ивоар. Четири дни по-късно, на 12 януари, отбелязва и първото си попадение за „Тре кронур“, отново в приятелска среща, добавяйки един от головете за разгромната победа с 6–0 срещу Словакия.